# (100752) 1998 EF20
(100752) 1998 EF20 es un asteroide perteneciente al cinturón de asteroides descubierto el 3 de marzo de 1998 por Eric Walter Elst desde el Observatorio de La Silla, Chile.

## Designación y nombre
Designado provisionalmente como 1998 EF20.

## Características orbitales
1998 EF20 está situado a una distancia media del Sol de 2,380 ua, pudiendo alejarse hasta 2,595 ua y acercarse hasta 2,165 ua. Su excentricidad es 0,090 y la inclinación orbital 6,473 grados. Emplea 1341,60 días en completar una órbita alrededor del Sol.

## Características físicas
La magnitud absoluta de 1998 EF20 es 16. 